# چوت
چوت (به مجاری:  Csót) یک شهرداری در مجارستان است که در ناحیه پاپا واقع شده‌است. چوت ۲۰٫۰۲ کیلومتر مربع مساحت و ۱٬۱۴۹ نفر جمعیت دارد.